# تای پانیتز
تای پانیتز (انگلیسی: Ty Panitz؛ زادهٔ ۸ آوریل ۱۹۹۹) بازیگر تلویزیون، بازیگر سینما، و صدا پیشه اهل ایالات متحده آمریکا است. وی بین سال‌های ۲۰۰۵ تا ۲۰۱۳ میلادی فعالیت می‌کرد.
از فیلم‌ها یا برنامه‌های تلویزیونی که وی در آن نقش داشته‌است می‌توان به ان‌سی‌آی‌اس، دزدیده‌شده اشاره کرد.